# Phá hủy sinh cảnh

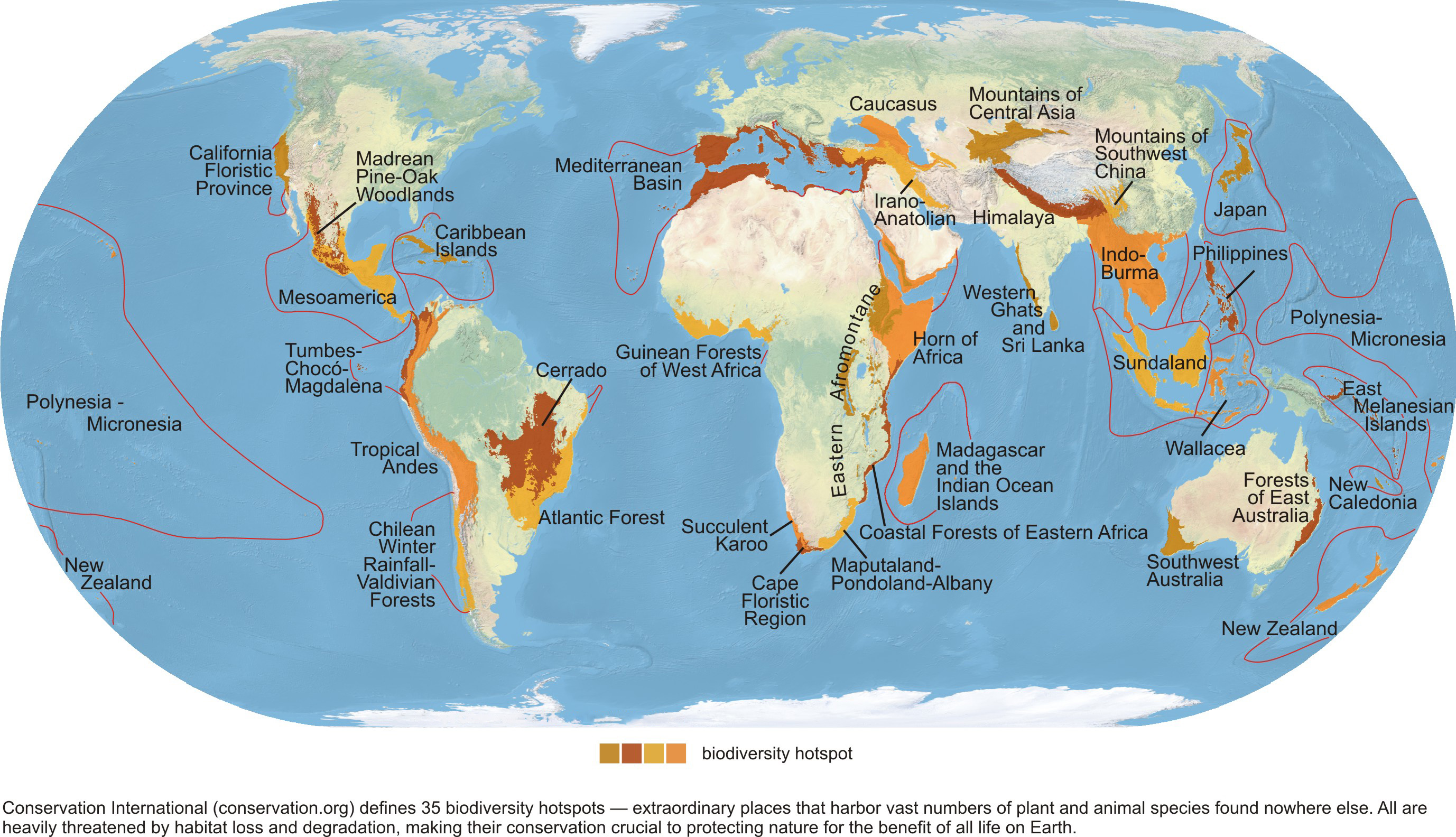
Bản đồ các điểm nóng đa dạng sinh học trên thế giới, tất cả đều bị đe dọa nặng nề do mất và suy thoái sinh cảnh

Phá hủy sinh cảnh (còn được gọi là mất sinh cảnh và giảm sinh cảnh) là quá trình mà sinh cảnh tự nhiên không còn khả năng hỗ trợ các loài bản địa của nó. Những sinh vật từng sinh sống tại nơi đây bị di dời hoặc chết, do đó làm giảm đa dạng sinh học và độ phong phú của loài. Phá hủy sinh cảnh là nguyên nhân hàng đầu gây mất đa dạng sinh học. Phân mảnh và mất sinh cảnh đã trở thành một trong những đề tài nghiên cứu sinh thái học quan trọng nhất vì chúng là những mối đe dọa lớn đối với sự tồn tại của các loài có nguy cơ tuyệt chủng.
Những hoạt động như khai thác tài nguyên thiên nhiên, sản xuất công nghiệp và đô thị hóa là những hành vi của con người góp phần phá hủy sinh cảnh. Áp lực từ nông nghiệp là nguyên nhân chính của con người. Một số khác gồm có khai thác mỏ, khai thác gỗ, giăng lưới bắt cá và phát triển đô thị. Phá hủy sinh cảnh hiện được xem là nguyên nhân chính gây tuyệt chủng của các loài trên toàn thế giới. Những yếu tố môi trường có thể gián tiếp góp phần phá hủy sinh cảnh. Các quá trình địa chất, biến đổi khí hậu, du nhập loài xâm lấn, cạn kiệt chất dinh dưỡng của hệ sinh thái, ô nhiễm nước và tiếng ồn là một số ví dụ. Mất sinh cảnh có thể xảy ra trước phân mảnh sinh cảnh đầu tiên.
Những nỗ lực giải quyết tình trạng phá hủy sinh cảnh nằm trong các cam kết chính sách quốc tế, được trình bày trong Mục tiêu Phát triển Bền vững 15 "Sự sống trên đất liền" và Mục tiêu Phát triển Bền vững 14 "Sự sống dưới nước". Tuy nhiên, báo cáo của Chương trình Môi trường Liên Hợp Quốc về "Làm hòa với thiên nhiên" được công bố vào năm 2021 cho thấy rằng hầu hết những nỗ lực này đã không đạt được các mục tiêu mà quốc tế đã nhất trí.